# Otto iole
L'otto iole è un tipo d'imbarcazione utilizzata per praticare il canottaggio in cui possono vogare otto atleti più un timoniere; è inoltre una barca di "punta", ossia ciascun canottiere aziona un solo remo.

## Caratteristiche
Tipicamente costruita in legno, questi scafi vista la notevole lunghezza (oltre una dozzina di metri) sono molto spesso costruiti in due (i più recenti) o più pezzi da assemblare fra loro. Resta un'imbarcazione raffinata e molto pesante, che ha più di duecento anni di storia. Al giorno d'oggi è pressoché cessata la produzione di queste imponenti barche in legno, a causa della mancanza di personale con conoscenze adeguate nei cantieri nautici. Le uniche realizzazioni in commercio sono realizzate in materiale composito (vetroresina e carbonio-kevlar). Viene usata per alcuni tipi di regate a mare. Esiste anche la quattro iole, a quattro posti.